# Ферульник лесной
Ферульник лесной (лат. Ferulago sylvatica) — многолетнее травянистое растение, вид рода Ферульник (Ferulago) семейства Зонтичные (Apiaceae).
В русскоязычной литературе может описываться под устаревшим названием Ферульник широкодольчатый (лат. Ferulago latiloba).
Произрастает на лугах и в разреженных лесах Румынии, Молдавии и Турции (возле города Артвина).

## Ботаническое описание
Стебель крупный, голый, округлый, с выступающими многочисленными ребрами, высотой 60—100 см, диаметром 7—8 мм, наверху с одиночными или немногочисленными (парными или мутовчатыми), короткими, косо вверх направленными, кольчаторасположенными ветвями. Корень толстый.
Листья ланцетовидно-продолговатые, голые, многократноперисторассечённые, прикорневые – широкотреугольные, длиной 25—40 см, шириной 3,5—4,5 см, на черешках длиной около 12 см, доли последнего порядка ланцетовидные или яйцевидно-ланцетовидные, немного сизоватые, длиной 3-6 мм, шириной 1,5-1,8 мм. Стеблевые листья равномерно расположены по стеблю, нижние на длинных черешках, верхние – сидячие.
Главный зонтик диаметром 10—15 см, с 9—15 тонкоребристыми лучами, окружен мутовкой веток, значительно его превышающих и заканчивающихся более мелкими зонтиками. Зонтички 15—17-лучевые, негустые, диаметром 7—17 мм. Зубцы чашечки незаметные, лепестки беловато-желтоватые или беловато-буроватые, почти округлые.
Плоды эллиптические, длиной 6—7 мм, шириной 4—5 мм, с тремя спинными рёбрами.
Цветение в августе.

## Таксономия
Вид Ферульник лесной входит в род Ферульник (Ferulago) семейства Зонтичные (Apiaceae) порядка Зонтикоцветные (Apiales).
|  |                                      |  |                                                             |                                                             |                     |  | ещё 8 семейств (согласно Системе APG II) | ещё 8 семейств (согласно Системе APG II) |                      |  |  |  | ещё около 50 видов |
|  |                                      |  |                                                             |                                                             |                     |  | ещё 8 семейств (согласно Системе APG II) | ещё 8 семейств (согласно Системе APG II) |                      |  |  |  | ещё около 50 видов |
|  |                                      |  |                                                             | порядок Зонтикоцветные                                      |                     |  |                                          |                                          | род Ферульник        |  |  |  |                    |
|  |                                      |  |                                                             | порядок Зонтикоцветные                                      |                     |  |                                          |                                          | род Ферульник        |  |  |  |                    |
|  | отдел Цветковые, или Покрытосеменные |  |                                                             |                                                             | семейство Зонтичные |  |                                          |                                          | вид Ферульник лесной |  |  |  |                    |
|  | отдел Цветковые, или Покрытосеменные |  |                                                             |                                                             | семейство Зонтичные |  |                                          |                                          |                      |  |  |  |                    |
|  |                                      |  | ещё 44 порядка цветковых растений (согласно Системе APG II) | ещё 44 порядка цветковых растений (согласно Системе APG II) |                     |  |                                          | ещё более 300 родов                      | ещё более 300 родов  |  |  |  |                    |
|  |                                      |  |                                                             | ещё 44 порядка цветковых растений (согласно Системе APG II) |                     |  |                                          |                                          | ещё более 300 родов  |  |  |  |                    |